# Papiery komercyjne przedsiębiorstw
Papiery komercyjne przedsiębiorstw (także skrypty dłużne) – krótkoterminowe papiery dłużne (instrumenty rynku pieniężnego) na okaziciela lub imienne, najczęściej niezabezpieczone, o zapadalności do 1 roku, służące pozyskiwaniu krótkoterminowego finansowania przez przedsiębiorstwa. Stanowią one alternatywę dla krótkoterminowych kredytów i pożyczek.
Emisje papierów komercyjnych przedsiębiorstw mają charakter niepubliczny i przeprowadzane są przez agentów emisji, czyli bank lub biuro maklerskie na zlecenie przedsiębiorcy. Są one więc instrumentami pozabankowego rynku pieniężnego. Rynek wtórny papierów komercyjnych przedsiębiorstw jest rynkiem pozagiełdowym OTC (ang. Over-the-counter). Przeważnie emitowane są z dyskontem, a w dniu wykupu inwestor dostaje wartość nominalną. Zdarza się także wykupowanie wcześniej wyemitowanych papierów dłużnych środkami uzyskanymi z nowej emisji, czyli tzw. rolowanie długu.
Z racji braku zabezpieczenia, co może skutkować niewykupieniem papierów komercyjnych przez emitenta w terminie zapadalności, emitowane są one głównie przez duże przedsiębiorstwa, które wykazują odpowiednią wiarygodność kredytową i są w mniejszym stopniu zagrożone bankructwem. Z drugiej strony są one emitowane na bardzo krótkie okresy, co ogranicza ryzyko niewypłacalności emitenta.

## Rodzaje
- bony (papiery) komercyjne (ang. commercial bill, commercial paper),
- bony handlowe,
- bony (skrypty) dłużne,
- weksle komercyjne,
- weksle przemysłowe,
- weksle inwestycyjne,
- weksle inwestycyjno-terminowe,
- weksle inwestycyjno-handlowe,
- weksle obrotowo-inwestycyjne,
- obligacje (krótkoterminowe)[1].

## Papiery komercyjne w Polsce
Emisja papierów komercyjnych w Polsce odbywa się na podstawie trzech aktów prawnych: ustawie o Prawie wekslowym z 28 kwietnia 1936 r. jako weksle (przemysłowe, komercyjne, krótkoterminowe, obrotowo-inwestycyjne), ustawie o obligacjach z 29 czerwca 1995 r. jako obligacje krótkoterminowe i ustawie Kodeks cywilny z 23 kwietnia 1964 r. jako bony komercyjne.